# 中島愛 (アナウンサー)
中島 愛（なかじま あい、1974年4月9日 - ）は、エフエム福岡の元アナウンサー。血液型はA型。
法政大学卒業後、エフエム福岡入社。2009年6月末をもって退社した。

## 過去の担当番組
- カンソウ（火曜 3:00 - 5:00）
- 中島愛 SATURDAY MORNING EYE（土曜6:00 - 8:30）
- ライヴのじかん（月曜 0:30 - 1:00）
- Moving Monthly Style（土曜 21:00 - 21:30）
- SHOWER 5:00 PUNCH!!! ごじぱん（月・水・金曜 5:00 - 5:55、2008年10月 - ）